# Leseras
El libro Leseras (2010), es un compilado de los poemas breves del poeta latino Cayo Valerio Catulo (84 a 34 a. C., aproximadamente), traducidos al español de Chile por Leonardo Sanhueza (Temuco, 1974). Los poemas seleccionados por el traductor corresponden al primer y tercer libro de Catulo. En ellos el poeta latino, conocido por ser deslenguado, hace uso de la diatriba (estilo poético caracterizado por su tono ofensivo) para dar a conocer sus más profundas pasiones y decepciones sociales. 
Las temáticas abordadas se destacan por ser viscerales y denunciantes. Entre estas se encuentran, por una parte, los versos que le dedicó a su amante Lesbia, mujer que le hizo conocer lo dulce y amargo del amor; y por otra parte, las críticas que hace a la sociedad de la época, marcada por la caída de la República. La poesía de Catulo tiene un sello personal e innovador pues se aleja de los viejos ideales romanos para acercarse hacia la tradición helenística.

## Particularidad de la traducción
La poesía de Catulo ha sido traducida en múltiples ocasiones al español, pero la versión de Leonardo Sanhueza representa la mayor recepción de los versos del poeta latino en Chile. Una de las particularidades de la obra corresponde al uso de la lenguaje coloquial para recrear una versión que traspasa las lindes de la traducción hacia la reinterpretación de los poemas, haciéndolos más cercanos al hablante chileno. De esta manera, las versiones de Sanhueza buscan demostrar la vigencia del autor latino en el siglo XXI,y tal como él dice:
"busco dar cuenta del oficio del poeta veronés como renovador formal de la poesía latina y exponente de un subjetivismo semejante al que exponemos hoy."
Leonardo Sanhueza acuña el título Leseras rescatando uno de los espacios del primer poema, dedicado a Cornelio Nepote,  donde Catulo, califica a sus escritos como «nugae» cosas sin importancia, lo que en Chile se traduce a “leseras”.  El uso de este tipo de variante lingüística es lo que le da genialidad a las versión original del poeta chileno; quién proyecta, sin eufemismos, la fuerza, la pasión y el vigor, de la poesía del escritor latino. De esta manera, las variaciones se hacen presente durante toda la obra enfatizando la complejidad y subjetividad del autor. Es así, como el lector chileno puede sentir la cercanía con el poeta antiguo, gracias los modismos utilizados por el traductor(como polola, se quedó pato, zamacueca, entre otros).